# Brünnhilde

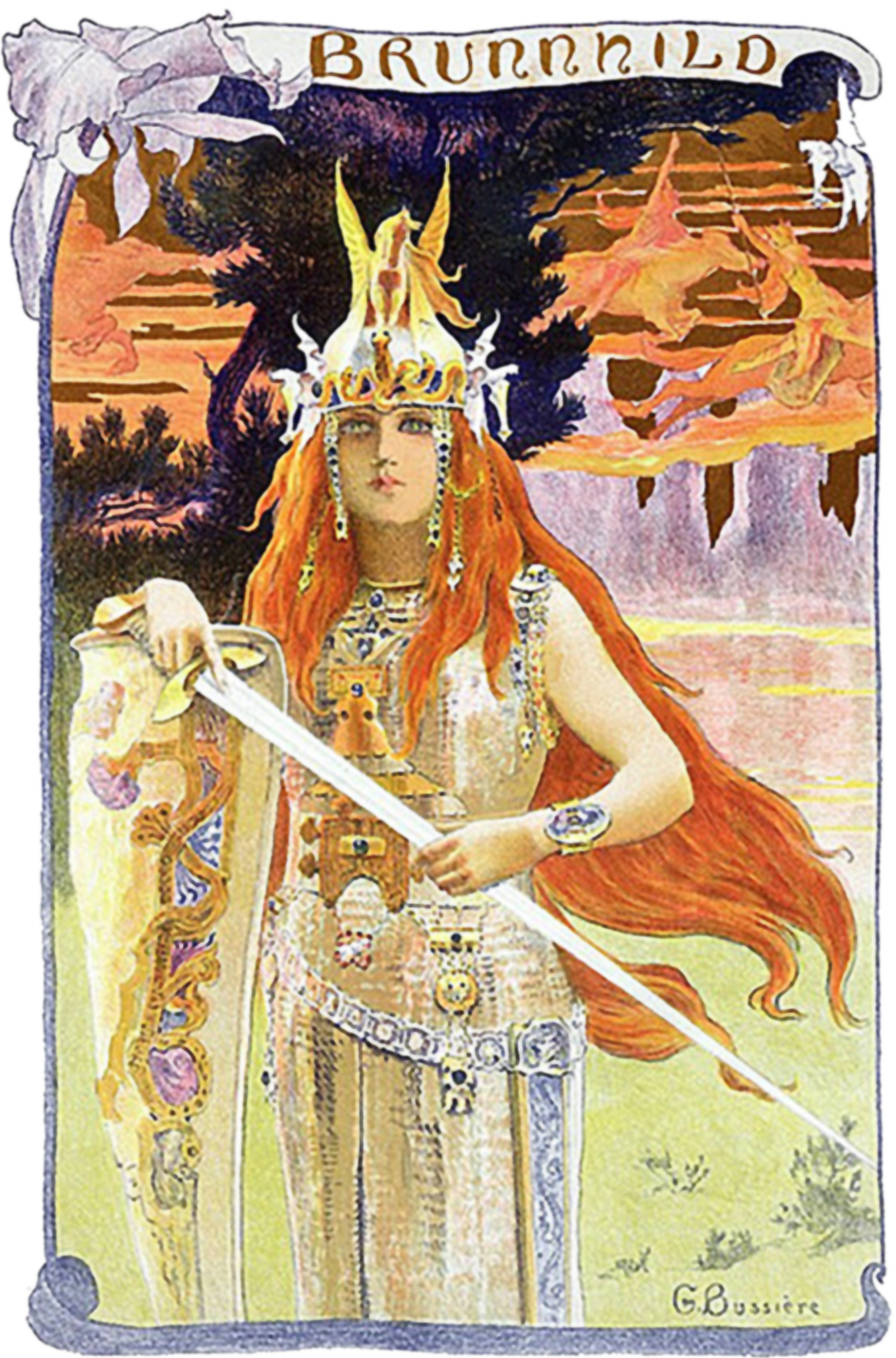
Brynhild (1897) van Gaston Bussière

Brünnhilde (ook wel Brynhildr, Brunhild of Brynhild) is een schildmaagd en een Walkure in de Germaanse mythologie. Brynja betekent maliënkolder in het IJslands. Brünnhilde komt onder andere voor in de Völsunga-saga en sommige Edda-gedichten. Ze komt ook voor in het Nibelungenlied en in Richard Wagners operacyclus Der Ring des Nibelungen.
In de Sigrdrífumál, het lied van Sigrdrifa, ontmoet Sigurd haar in de 'bovennatuurlijke' gedaante van de walkure Sigrdrifa, voor het eerst. Sigurd bevrijdt haar uit haar slaap. Odin had Sigrdrifa met de slaapdoorn gestoken, omdat zij Gunnar met de Helm velde, de tegenstander van Agnar, terwijl Odin hem de zege had verleend. Sigurd bevrijdt haar van de maliënkolder, die met haar vlees lijkt te zijn vergroeid, waarna zij ontwaakt. Ze zweren elkaar trouw en beloven met elkaar te trouwen. Sigurd geeft haar de ring van de dwerg Andvari, waar een vloek op rust zonder dat Sigurd dat weet. Tijdens deze eerste ontmoeting moet hun dochter Aslaug zijn verwekt. Later aan het hof van Heimir zien ze elkaar weer. 
Heimir is met Brünnhildes zuster Bekkhild getrouwd en is Brünnhildes pleegvader. Budli is haar vader en Atli haar broer. Ze behoren, volgens de Skaldskaparmal tot de Budlingen, een dynastie die (een eerdere) Budli als stamvader heeft. Budli is de zoon van Halfdan de Oude.